# Courbet (frégate)
Pour les autres navires du même nom, voir Courbet (navire).
La frégate Courbet (indicatif visuel F712) est le troisième bâtiment de la classe La Fayette – d'une série qui compte cinq unités – de la Marine nationale française. Elle a été nommée en hommage à l'amiral Amédée Courbet (1827-1885) et est parrainée par la ville d'Angers.

## Mission
Les frégates de classe La Fayette ont été conçues principalement pour faire respecter les intérêts maritimes de l'État dans les espaces d'outre-mer, mais elles peuvent aussi assurer d'autres missions telles que l'intégration à une force d'intervention, la protection du trafic maritime, l'accompagnement d'un groupe aéronaval, réaliser des missions spéciales ou humanitaires.
Depuis son admission au service actif, son nom de code est « Cerbère ».

## Caractéristiques techniques

### Armement
Le Courbet embarque huit missiles antinavires Exocet entre les deux mâtures, deux systèmes SADRAL armés de missiles Mistral (en remplacement de la batterie de missile surface-air Crotale Naval) sur la plage arrière, ainsi qu'une tourelle de calibre 100 mm et deux canons de calibre 20 mm latéraux, au niveau de la passerelle de commandement.
En intervention, l'hélicoptère Panther en dotation décolle avec deux commandos marine spécialisés dans le tir de précision. En configuration aérolargage, jusqu'à cinq parachutistes peuvent être emportés, sur une élingue moyenne. La frégate dispose de moyens de guerre électronique avec un intercepteur radio Saigon, un intercepteur radar ARBR-21 et deux lance-leurres Dagaie contre tout missile antinavire.
Le 5 octobre 2020, la frégate Courbet a été mise en bassin pour débuter le programme de rénovation-mise à niveau qui doit concerner trois des cinq FLF de la Marine nationale : le Courbet, le La Fayette et l’Aconit. Selon le site défense.gouv.fr, ce programme vise à « moderniser le système de combat et les capacités optroniques du bâtiment, d’améliorer sa stabilité, de renforcer ses structures et de renouveler l’automate de conduite de la propulsion. Deux systèmes de défense antiaérienne SADRAL, armés de missiles sol-air de très courte portée Mistral (version M3) remplaceront le CROTALE existant. Enfin le Courbet sera doté d’une capacité de lutte sous la mer puisqu’il disposera désormais du sonar de coque actif/passif KingKlip Mk2 ».
En bassin à Toulon du 5 octobre 2020 au 30 mars 2021 pour ses travaux de rénovation, suivis d'une phase d'essais à la mer, la frégate Courbet a été livrée dans sa version rénovée en septembre 2021.

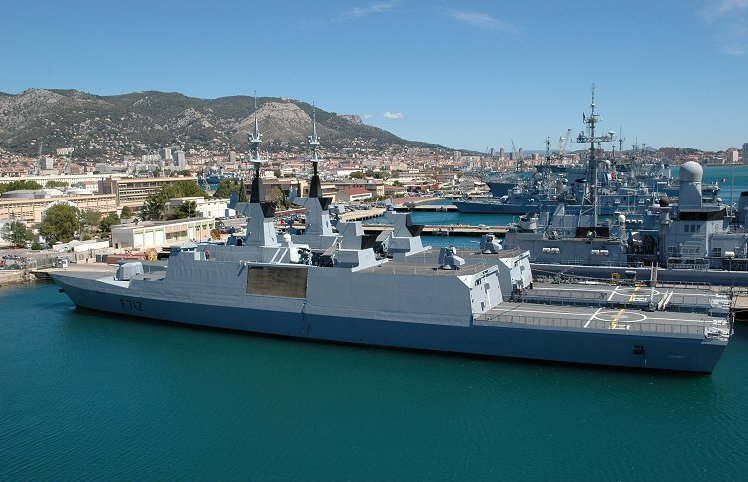
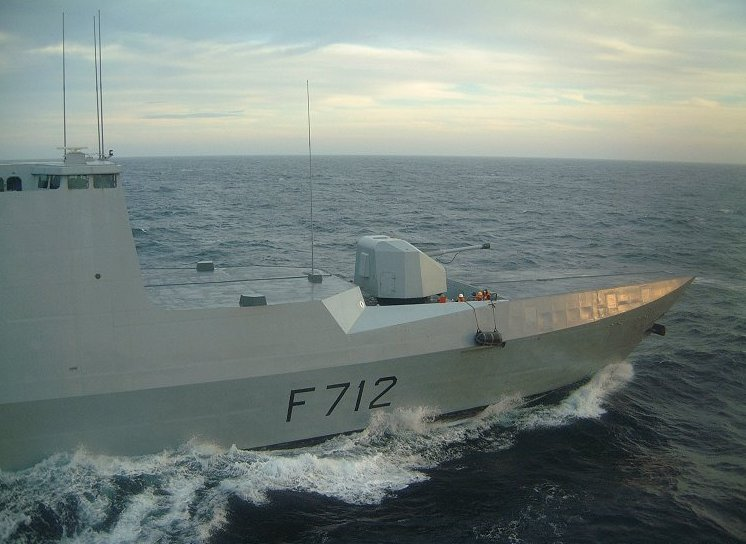
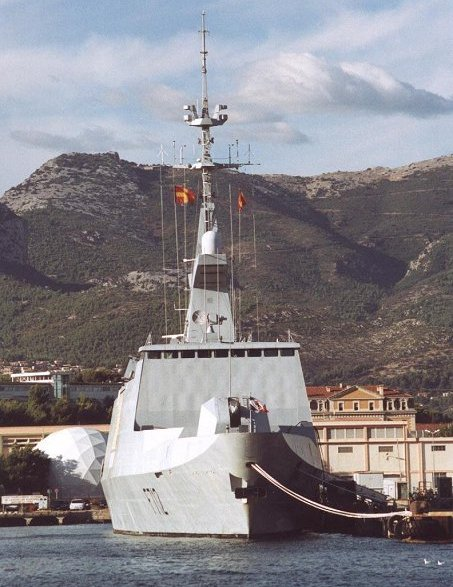

## Carrière opérationnelle

### Années 1990
La frégate Courbet effectue sa traversée de longue durée du 4 novembre 1996 au 28 mars 1997, date de son admission au service actif à Toulon. Partie de Lorient, le Courbet fera successivement escale à Port-Said, Djibouti, Singapour, Inchon, Hong Kong, Bangkok, Manille en compagnie de la Jeanne d'Arc, du Germinal et du Nivôse, puis Penang, Djibouti, Lorient, avant de gagner Toulon. Du 26 mai 1997 au 31 août, le bâtiment effectue une mission de présence en Atlantique, mer du Nord et Baltique, puis du 25 novembre au 16 janvier 1998, la mission Corymbe 36. La frégate se dirige ensuite vers l'océan Indien, le golfe Persique et la mer Rouge, avant de rentrer à Toulon le 30 avril 1998.
Le 1er février 1999, le Courbet part de Toulon pour l'océan Indien et le golfe Persique, participe à l'exercice « Arabian Gauntlet 99 » du 10 au 12 mars. De retour à Toulon le 16 mai, la frégate participe à l'exercice « Pean 99 » du 4 au 29 octobre, avec le Foch, le Jean Bart, le De Grasse, la Somme, le Jules Verne et le Saphir.

### Années 2000
En 2000, le Courbet effectue une nouvelle mission en océan Indien du 3 janvier au 5 avril, puis en mer Noire en juin, avant de rejoindre l'Atlantique pour un exercice Franco-Marocain « Chebec 2000 ».
Après une Iper (indisponibilité périodique pour entretien et réparation) du 8 janvier au 13 juin 2001, le Courbet est engagé dans l'opération « Héraklès »à partir du 17 septembre en océan Indien et dans le golfe Persique. La frégate est chargée d'escorter des navires de soutien américains. Elle participe ensuite du 8 au 10 novembre à l'exercice Franco-Indien «Varuna », puis après une escale à Bombay, Mascate, Djibouti, elle rentre à Toulon fin décembre.
À partir du mois de mai 2002, le Courbet participe à plusieurs exercices et opérations en Méditerranée, portant les noms de « Pangolin », « Amarante », « Cooperative Partner 02 », « Breeze 2002 », « Cléopatra », « Abelia », puis « Pean"  du 12 au 22 novembre avec le porte-avions Charles de Gaulle.
Fin 2008, la frégate Courbet est un des navires de la Royale engagés dans l'accompagnement des navires marchands qui transitent dans le Golfe d'Aden et le mer d'Arabie face à la résurgence de la piraterie venue de Somalie.

### Années 2010
Elle intervient dans l'opération Harmattan visant à faire respecter la résolution 1973 du Conseil de sécurité des Nations unies pendant la guerre civile libyenne. Dans la nuit du 28 au 29 avril 2011, elle attaque au canon de 100 mm des vedettes rapides qui minaient le port de Misrata, les mettant en déroute et coulant l’une d’entre elles. Dans la nuit du 8 au 9 mai, elle tire une centaine d'obus sur des positions libyennes à terre. Le 12 mai, elle soutient la frégate canadienne Charlottetown et le destroyer britannique Liverpool qui ont pris à partie des embarcations rapides des forces navales pro-Kadhafi qui avaient l’intention d’attaquer le port de Misrata.
En juillet 2014, la frégate Courbet participe avec la frégate Montcalm à l'évacuation depuis la Libye de ressortissants français et d'autres nationalités.
En octobre 2015, la frégate recueille des migrants dans le cadre de l'Opération EUNAVFOR Med.
En février 2017, la frégate escorte le BPC Mistral lors de la mission Jeanne d'Arc 2017.
Après un déploiement de quatre mois en mer Rouge, dans l'Océan Indien et le golfe persique, le Courbet met en œuvre son arrêt technique majeur programmé de février à mai 2019 à Toulon sur le site des Chantiers de l’Atlantique. Lors de son redéploiement dans le cadre de la Task Force 150, le Courbet réalise d'importantes saisies de résine de cannabis – 3,5 tonnes le 13 décembre 2019,, puis 1,5 tonne le 8 janvier 2020 – transportées à bord de boutres en mer d'Oman.

### Accrochage avec la Marine turque
Début juin 2020, la France participe en Méditerranée à la mission de l'OTAN Sea Guardian afin d'empêcher la livraison clandestine d'armes sur les côtes libyennes. Or le 10 juin, la frégate turque Gokava menace la frégate Courbet par une illumination à trois reprises avec son radar de tir, ce qui correspond au dernier coup de semonce avant de faire feu. Il s'agissait pour les Turcs de protéger le cargo Cirkin (battant pavillon tanzanien, et escorté par trois navires turcs), soupçonné de livrer des armes aux milices libyennes à Misrata en bravant l'embargo international. En conséquence, la ministre des Armées de la France, Florence Parly, appelle à ce que certains membres (sous-entendu la Turquie) de l'OTAN ne détournent pas leur mission au profit de leurs intérêts particuliers. Cette demande restée lettre morte, et classée par Jens Stoltenberg (secrétaire général de l'organisation), le président de la République française, Emmanuel Macron, décide de suspendre la participation de la Marine française à cette mission le 1er juillet 2020.
La Turquie est alliée du GNA, qu'elle aide en lui livrant de l'armement et en lui envoyant des combattants syriens de la rébellion, alors que la Russie soutient l'ANL, du maréchal Haftar, ce que l'état-major américain déplore.

### Années 2020
Le Courbet part début septembre 2023 pour une mission en Méditerranée orientale avec le Standing NATO Maritime Group 2 (SNMG2). Cependant, le 15 septembre, alors qu'elle est au large de la Sardaigne, la frégate est victime d'un incendie : celui-ci, vite circonscrit, se déclare dans la salle des machines, ne faisant aucun blessé. Le Courbet rentre alors à Toulon, escorté du remorqueur Abeille Méditerranée, et arrive le 17 septembre, date à laquelle les investigations pour retrouver l'origine de l'incendie commencent.
Le 25 février 2025, la frégate participe à un « essai de choc » ; avec son équipage à bord, une mine navale immergée à 15 mètres est mise à feu à proximité (100 m) afin d'évaluer la résistance du bâtiment et de ses équipements à une explosion importante. Ses équipements les plus sensibles, tel son radar, avaient été démontés au préalable. Ce test s’intègre dans le cadre de la préparation des bâtiments et des équipages de la Marine nationale à la haute intensité décidée en 2021 [démarche Polaris], prenant en compte le durcissement du contexte international.

## Décorations
Son fanion est décoré de la croix de la Valeur militaire avec palme depuis le 14 janvier 2012 au titre de son engagement dans l'opération Harmattan en Libye.